# ISO 3166-2:EH
ISO 3166-2:EH – kody ISO 3166-2 dla Sahary Zachodniej.
Kody ISO 3166-2 to część standardu ISO 3166 publikowanego przez Międzynarodową Organizację Normalizacyjną. Kody te są przypisywane głównym jednostkom podziału administracyjnego, takim jak np. województwa czy stany, każdego kraju posiadającego kod w standardzie ISO 3166-1. 
Aktualnie (2018) dla Sahary Zachodniej nie zdefiniowano kodów dla podjednostek administracyjnych. 
Dodatkowo część Sahary Zachodniej znajdująca się pod administracją Maroka posiada dodatkowe kody ISO 3166-2:MA wynikające z podziału terytorialnego tego państwa:
- MA-14 Kulmim-As-Samara (częściowo w Saharze Zachodniej)
  - MA-ESM As-Samara (w całości w Saharze Zachodniej)
- MA-15 Al-Ujun-As-Sakija al-Hamra (częściowo w Saharze Zachodniej)
  - MA-BOD Abu Dżudur (w całości w Saharze Zachodniej)
  - MA-LAA Al-Ujun (częściowo w Saharze Zachodniej)
- MA-16 Ad-Dachla-Wadi az-Zahab (w całości w Saharze Zachodniej)
  - MA-AOU Awsard (w całości w Saharze Zachodniej)
  - MA-OUD Wadi az-Zahab (w całości w Saharze Zachodniej)